# حمام چهارسوق (اراک)
حمام چهارسوق یکی از حمام‌های قدیمی دوره قاجار است که در بازار اراک و در کنار چهارسوق بازار قرار دارد.
این حمام از معدود حمام‌های با ارزش تاریخی است که دارای دو خزینه سرد و گرم بود؛ ولی امروزه به دلیل تغییر نحوه اداره حمام‌ها خزینه‌ها به دوش تبدیل شده‌است.
حمام به صورت شبانه‌روزی اداره می‌شده و در ساعاتی از روز مردانه و در ساعات دیگر زنانه بوده‌است. در گذشته نحوه اعلام تغییر ساعت برای مردان و زنان در حمام به وسیله بوق اعلام می‌شده‌است.